# 深海底鉱山保安技術職員国家試験規則
深海底鉱山保安技術職員国家試験規則（しんかいていこうざんほあんぎじゅつしょくいんこっかしけんきそく、昭和59年4月17日通商産業省令第31号）は、深海底鉱山保安技術職員国家試験について定めた通商産業省令である。平成17年4月1日に廃止された。
鉱山保安法に基づき定められたものであった。